# Connelly Springs
Connelly Springs é uma cidade  localizada no estado norte-americano de Carolina do Norte, no Condado de Burke.

## Demografia
Segundo o censo norte-americano de 2000, a sua população era de 1814 habitantes.
Em 2006, foi estimada uma população de 1902, um aumento de 88 (4.9%).

## Geografia
De acordo com o United States Census Bureau tem uma área de
9,3 km², dos quais 9,3 km² cobertos por terra e 0,0 km² cobertos por água.

## Localidades na vizinhança
O diagrama seguinte representa as localidades num raio de 8 km ao redor de Connelly Springs.